# Боборыкин, Фёдор Афанасьевич
Фёдор Афанасьевич Боборыкин — русский воевода, почётный гражданин Кинешмы, командовал кинешемским ополчением в Смутное время. По мнению историков, воевода Боборыкин — один из первых руководителей народного ополчения, давший отпор самозванцам.

## Дуниловское сражение
В Смутное время в России Кинешма не присягнула на верность самозванцу Лжедмитрию II, а поддержала законного царя Василия Шуйского. Священник и историк Иоанн Альтовский так писал о тех событиях:
Кинешма незначительная по своему государственному положению и немноголюдная по населению, одна из первых проявила удивительный дух мужества и твёрдости, показала непреклонную преданность и любовь к родине, вере православной, и геройски запечатлела это кровью доблестных граждан своих и поселян. Она не покорилась ни «Тушинскому царику», ни ляхам, ни изменникам родины
Под предводительством Фёдора Боборыкина кинешемцы сделали поход по территории будущей Ивановской области. Они выбили из Шуи суздальского воеводу Плещеева, вставшего на сторону поляков и освободили Лух.
11 (21) февраля 1609 года под селом Дуниловом народное ополчение под командованием воеводы Фёдора Боборыкина разбило отряд изменников во главе с суздальским воеводой Фёдором Плещеевым.
Фёдор Плещеев писал по поводу тех событий в своём донесении в Тушино:
Стоял, господине, в Суздальском уезде в селе Дунилове для оберегания Шуйских мест и от Суздальских от государственных изменников; и те воры многих городов Понизовных, собрався, многими людьми пришли на нас со всех сторон, лыжники и конные. Костромин Федька Боборыкин с товарищами, Шуйского холопи, февраля в 11 число; и бой, господине, у нас с ним в селе Дунилове был с первого часу до обеда, и люди нам пришли многие не в силу, и на бою, господине, казаки дрогнули, и дворян, суздалцов и лушан, и иных побили, а иных ранили. И мы отошли в Суздаль

## Оборона Кинешмы
Кинешемское ополчение совершило подвиг в завязавшемся 26 мая (5 июня по новому стилю) сражении с польско-литовскими интервентами: при численности не более 300 человек оно стойко противостояло войску неприятеля из 2—3 тысяч человек. В ходе сражения ополченцы были разбиты. По одним сведениям, воевода Боборыкин героически погиб 26 мая, а по другой информации, содержащейся в недавно опубликованном дневнике литовского гетмана Яна Сапеги, воевода был взят в плен и казнён. Казнь, скорее всего, произошла через несколько дней после взятия Кинешмы, когда ополчение из Юрьевца безуспешно пыталось выбить интервентов из Кинешмы.
Несмотря на поражение, героическая оборона Кинешмы Боборыкиным не прошла даром. Она стала важным этапом национально-освободительной борьбы русского народа. Неприятелю был нанесен огромный военный урон защитниками города. Самоотверженность и храбрость бойцов ополчения способствовала скорейшему разгрому поляков. Сражение при Кинешме подготовило почву для дальнейшего формирования ополчения, которое под руководством Минина и Пожарского смогло освободить Москву и восстановить российскую государственность.

## Увековечивание памяти
В 1989 году улица Жданова в Кинешме была переименована в улицу Воеводы Боборыкина.
На центральной площади Кинешмы установлен памятник воеводе Фёдору Боборыкину и ополченцам. Его открытие произошло в день, когда праздновалось четырёхсотлетие освобождения Москвы народным ополчением.

## Путаница с Фёдором Васильевичем Боборыкиным
Воевода Кинешмы Фёдор Боборыкин в большинстве источников указан без отчества, однако в Русском биографическом словаре Половцова указан с отчеством Афанасьевич. Этой же версии придерживается А. В. Смирнов в своей монографии о роде Боборыкиных. По этой причине сведения о Фёдоре Боборыкине после событий 1609 года относятся к другому человеку — Фёдору Васильевичу Боборыкину, воеводе Тюмени, Томска и Великого Устюга. Именно Фёдор Васильевич, а не, как иногда утверждается, кинешемский воевода Фёдор Афанасьевич, является отцом известного воеводы и основателя Тамбова Романа Фёдоровича Боборыкина.